# Václav Emanuel Horák
Václav Emanuel Horák, uváděn také jako Wenzel Emanuel Horak (1. ledna 1800 Lobeč – 3. září 1871 Praha) byl český varhaník, hudební skladatel a pedagog.

## Život
První hudební vzdělání získal v Lobči u místního učitele Josefa Schuberta. V Praze pak studoval gymnázium a práva. V době studií zpíval ve sboru malostranského chrámu sv. Mikuláše pod vedením hudebního skladatele a pedagoga Vincence Maška. Jeho učiteli skladby byli Jan Křtitel Kuchař a Václav Jan Křtitel Tomášek. Okolo roku 1830 se stal varhaníkem v kostele Nejsvětější Trojice ve Spálené ulici.
Hudbu také vyučoval, nejprve soukromě. V roce 1832 se stal učitelem zpěvu a hudební teorie na varhanické škole. Své pedagogické zkušenosti shrnul v několika učebnicích zpěvu a harmonie.
V roce 1840 byla založena na Slovanském ostrově Žofínská (Žofiina) akademie, původně pěvecký spolek zaměřený na pěstování české i zahraniční klasické hudby. Horák byl jejím ředitelem v letech 1851–1853. Učil též na První české reálce.
Jako varhaník a ředitel kůru působil ještě v kostelích Matky Boží před Týnem, Panny Marie Sněžné a v kostele sv. Vojtěcha na Novém Městě. V roce 1859 se vrátil do Týnského chrámu a byl zde ředitelem kůru až do své smrti v roce 1871.
Je pohřben na Olšanských hřbitovech v Praze.

### Rodinný život
Byl ženatý, s manželkou Rosou (1805–1848) měl pět synů a čtyři dcery. V revolučním roce 1848 byl jeden z jeho synů zatčen, druhý uprchnul do Anglie. Manželka předčasně zemřela.

## Dílo
Byl skladatelem převážně chrámové hudby. Jeho skladby se vyznačují poměrně jednoduchou fakturou a slohově leží na přechodu od klasicismu k romantismu. Řada jeho skladeb vyšla tiskem a doznala mimořádné obliby i mimo hranice Čech. Dodnes se hrají nejen v kostelích, ale i v koncertních síních.

### Chrámové skladby
- Missa in F
- Missa II. in D
- Missa III. in Es
- Missa IV. in C
- Missa V. in B
- Missa VI. in d
- Missa VII. in F
- Missa VIII. in Es
- Missa IX. in D
- Missa X. in B
- Missa solemnis (1874)
- Missa Pastoralis in G

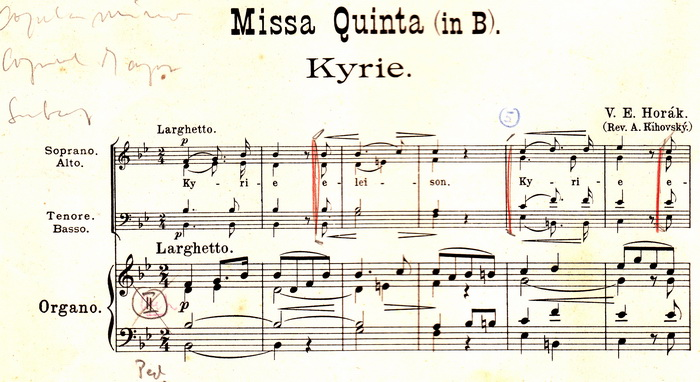

- Pastorální mše ku potřebě o mši půlnoční pro 4 smíšené hlasy s prův. varhan
- Kurze Pastoral-Messe für 4 Singstimmen, 2 Violinen, Flöte, 2 Horn abwechselnd mit 2 Trompeten, Pauken, Contrabass und Orgel
- Requiem in c (celkem zkomponoval 3 requiem)
- Te Deum für 4 Singstimmen, 2 Violinen, Viola, (Flöte) 2 Oboen, 2 Horn, 2 Trompeten, Pauken, Contrabass mit Cello und Orgel (dem Herrn Augustin Hanusch Kanzleidirektor)
- Co pláčete Salve - Animas (smíšený čtverozpěv bez průvodu)
- Hymni pro defunctis
- Řada dalších drobnějších skladeb (nešpory, pašije, ofertoria, graduale aj.

### Světské skladby
- Smyčcový kvartet
- Pět čtverozpěvů (1850)
- Tři sbory (mužský sbor bez průvodu)
- Naše zpěvy (mužský sbor)
- Sbor po sňatku (mužský sbor)
- Má píseň, Přítel, Jaro (smíšený sbor)
- Písně

### Teoretické práce
- Über die Mehrdeutigkeit der Akkorde (1846)
- Gesangschule für Sopran und Alt (1855)
- Kleine Gesangschule für eine Basstimme (1857)
- Harmonielehre (v rukopise, část publikována v roce 1872)